# Møsvatnet
Møsvatn ist der Name eines Sees in der norwegischen Kommune Vinje in der Provinz Telemark. Der See ist Teil des Skiensvassdraget. Am Ufer wurden viele Funde aus der Steinzeit gefunden.
Der See ist eine wichtige Verkehrsader für Touristen und Einheimische. Der Wasserpegel des Sees wird seit 1903 durch einen Staudamm (Møsvassdammen) reguliert.

## Siehe auch

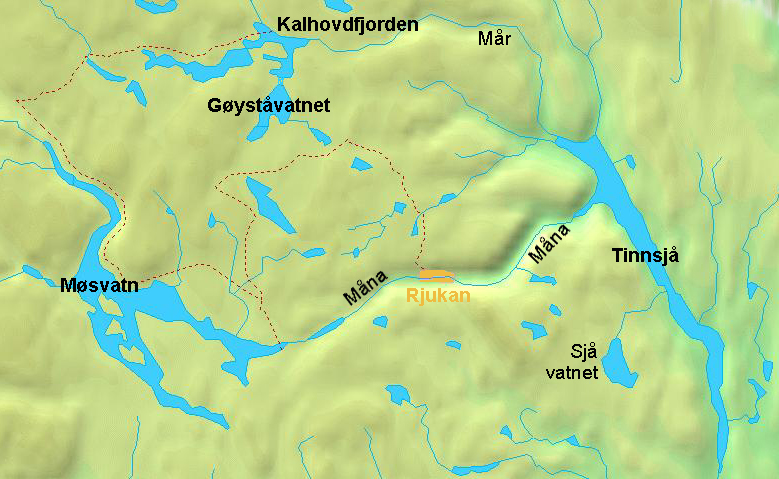
Lage des Møsvatnet